# D-ジェネレーションX
D-ジェネレーションX（D-Generation X）は、アメリカ合衆国のプロレス団体WWEに登場するプロレスラーのユニット名称である。略称はDX。「D-ジェネレーション」とは「de-generation」（ショーン・マイケルズの造語）であり、世代を否定する、ひっくり返すくらいの意味。元来反体制的な色彩の強いユニットだった。
番組としてはRAWに登場する。「セクシーかつ卑猥で、最低にして最高にイカしたヤツら」というのがDXのキャッチフレーズである。イメージカラーは黒と緑で、両手で股間を誇張するポーズ（通称・DXチョップ）と「Suck it!!=しゃぶれ!!（※注：直訳すれば"しゃぶれ!"だが、第二次DX以降は主に"くそ食らえ!"位の意味で用いられる）」という決め台詞がトレードマーク。おちゃらけたパフォーマンスでファンを爆笑させる一方で、プロレスの試合においても世界トップクラスのテクニックを持ったメンバーが揃っている。

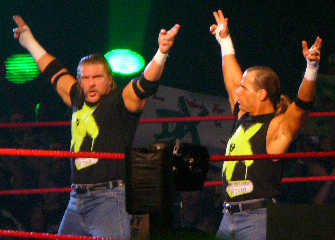
(左)トリプルH、(右)ショーン・マイケルズ
2006年

## メンバー
- ショーン・マイケルズ
- トリプルH
- リック・ルード（結成初期のマネージャー）
- トリー
- チャイナ
- Xパック
- ロード・ドッグ
- ビリー・ガン
- マイク・タイソン（ストーリーライン上での一時的な加入）
- ホーンスワグル（DXの公式マスコットキャラクターとして）

## 来歴

### 第一次D-Generation X
1997年9月28日に開催されたWWF One Night Onlyでのショーン・マイケルズとブリティッシュ・ブルドッグの対戦時にマイケルズがトリプルH、チャイナを引き連れて登場したのがDXの始まりである。翌日のRAWでリック・ルードが保険屋として加入。基本的にはこの4人が第一次D-Generation Xのメンバーであるが、ルードは同年11月にWCWへ移籍するためにすぐ離脱している。結成後すぐにハート・ファウンデーションとの抗争を開始。その後WWFのスーパースターからアナウンサーに至るまでありとあらゆる登場人物を馬鹿にするおちゃらけなパフォーマンスから、元はヒールのユニットであったはずのDXはベビー的な人気を獲得。その人気から12月7日に開催されたIn Your Houseの大会名でもD-Generation Xが使われた。1998年3月2日のRAWでプロボクサーのマイク・タイソンがDX加入を表明。タイソンは同年3月29日に開催されるWrestleMania XIVでのマイケルズとストーン・コールド・スティーブ・オースチンのWWF王座戦の特別立会人（厳密には特別レフェリーではない）を務めることが決定。しかし当日の試合ではオースチンのフォールにタイソンが勝手に3カウントを入れてオースチンのWWF王座奪取をアシスト。試合後マイケルズはタイソンに詰め寄るが強烈なフックを浴びせられてダウンしてしまう。この一連のストーリーはマイケルズが以前から蓄積されていた深刻な腰痛のために長期欠場を余儀なくされたという背景があり、この試合を最後にマイケルズはしばらくWWFからフェードアウトすることになる。ストーリー的にはタイソンのフックによるダメージのために欠場とされた。
第一次DXは「Suck It!!」のパフォーマンスからも明らかなように、どちらかといえばマイケルズのセクシー・ボーイのキャラクターを活かした性的なジョークが目立つユニットであった。この頃の「Suck it」はまさにそのままの意味であり、トリプルHのマイクアピールも性的な表現が多く、抗争相手やテレビカメラに向かって尻を丸出しにして挑発するパフォーマンスもあった。一方、第二次と比べると、解説陣が「中高生レベル」と称するような幼稚で低レベルな下ネタ・放送禁止用語が多いのも特徴であり、そういった軽さ、馬鹿ばかしさがDXというユニットをどことなく憎めない存在にしていると言える。

### 第二次D-Generation X
WrestleMania XIV翌日のRAWでトリプルHがマイケルズの追放、さらにマイケルズに代わるリーダーに就任することを表明。同日にWCWを解雇となったXパック、第一次DX期から共同関係を結んでいたニュー・エイジ・アウトローズのビリー・ガンとロード・ドッグが新加入し、第二次D-Generation Xが結成された。初期の第二次DXのコンセプトは基本的に第一次DXと同じであり、黒人至上主義のユニット "ネーション・オブ・ドミネーション" やWWFのオーナーであるビンス・マクマホン率いる "コーポレーション" のメンバーを物真似したパフォーマンス等を行っている。
1998年4月27日のRAWではメンバー全員で戦闘用のジープに乗ってWWFのライバル団体であるWCWの興行が開催されている会場前まで乗り込み、拡声スピーカーで「WCWなんて格下の団体の試合なんて見る必要ねえよ。WWFこそ最高だ」「（観戦に来ていた客に向かって）このチケットは購入したんじゃなくてWCWがバラ撒いたタダ券だよな?」といったマイクパフォーマンスで、WCWのネガティブキャンペーンとWWFの宣伝を行った。これはWCWとの申し合わせも無い、完全なるガチンコの襲撃パフォーマンスである。このときWCWに参戦中で会場に居合わせた蝶野正洋は、突然の襲来にバックステージは本当に大パニックに陥っていたと最近のインタビューで語っている。同様の出来事が日本などで行われた場合、営業妨害の罪で訴えられかねないが、このような大胆不敵なパフォーマンスをやってしまえる辺りがDXの大きな魅力と言える。
1999年1月25日のRAWで当時DXと抗争していたコーポレーションの筆頭であるザ・ロックとトリプルHの試合後チャイナがトリプルHにローブローを浴びせてDXを脱退。コーポレーション入りする。3月28日に開催されたレッスルマニア#第15回大会（1999年）Wrestle Mania XV "The Ragin' Climax"ではついにリーダーのトリプルHがXパックを襲撃してコーポレーション入りしてしまう。この時点でDXに残留していたXパック、ビリー・ガン、ロード・ドッグはコーポレーションから追放されたケインを新加入させ、Xパック＆ケインの新タッグチームが結成された。5月2日のHeATでビリー・ガンがXパックを襲撃してDXから脱退。以降Xパック＆ロード・ドッグのDXとコーポレートに所属する元DXメンバーでDXの名称使用権や印税権を巡り抗争が勃発するが、7月26日に開催されたFully LoadedでXパック＆ロード・ドッグ組が勝利し、DXというユニット名は残留していたDXメンバーの元に戻った。
第2次DXは第一次の性的/卑猥路線を受け継ぎつつも、ビンス・マクマホンに逆らったり当時のアティテュード路線に沿って「反権力」的側面も持っていた。この頃から「Suck it」がどちらかと言えば「クソ食らえ!!」位の意味で用いられるようになる。ちなみに当時、アメリカの小学生が教師に向かって「Suck it」と発言し社会問題にもなった。

### その後
2002年にマイケルズがWWEにnWoのマネージャー的な役割で復帰。しかしスコット・ホールの解雇やケビン・ナッシュの負傷でストーリーは頓挫してしまいnWoは解散。番組分割後はスマックダウンに所属していたトリプルHが盟友・マイケルズを追ってRAWに移籍。揃ってDXのTシャツを着用して入場し一時的にDXが再結成されたかに見えたが直後にトリプルHがマイケルズにペディグリーを浴びせ抗争を開始。以降、ストーリー上ではマイケルズとトリプルHの関係は険悪になり（プライベートでは親友としての関係は継続）、抗争を繰り広げるストーリーが何度も展開された。

### 第三次D-Generation X
2006年、WrestleMania 22でビンス・マクマホンとストリート・ファイト戦を行ったマイケルズはラダー上からDXチョップでアピールした後にフライングエルボーを敢行。ジョン・シナとWWE王座戦を行ったトリプルHは試合中にダウンしていたシナに向かってDXチョップを披露した。その後のRAWでの試合でもマイケルズとトリプルHはDXチョップを披露し、Backlash 2006でも両者はDXチョップを披露した。6月12日に開催されたRAWでのトリプルH vs スピリット・スクワッドの試合でトリプルHがスピリット・スクワッドにやられている所にマイケルズが乱入。スピリット・スクワッドのメンバーをトリプルHと共同でなぎ倒し、2人でビンスを挑発してDXを再結成。6月25日に開催されたVengeance 2006でスピリット・スクワッドと対戦し復帰戦を勝利で飾る。再結成後のRAWでは得意の下ネタやビンス・シェイン・マクマホン親子のモノマネ、ステージ上でのビンスの黒歴史映像の披露、あるいはビンス親子とスピリット・スクワッドにステージ天井から汚物をぶちまけるパフォーマンスなどで彼らをコケにし続けた。Saturday Night's Main Event XXXIIIでスピリット・スクワッドとエリミネーション・マッチで再戦を行い、ここでも勝利した。
サタデー・ナイト・メイン・イベント以降は本格的にマクマホン親子との抗争を開始。RAWではトリプルHとマイケルズを引き離して、ウマガに攻撃させるというビンスの策略に嵌ったが、8月20日に開催されたSummerSlam 2006でマクマホン親子に勝利する。8月21日に開催されたRAWでビンス所有のプライベートジェット、リムジンにスプレーで「DX」と落書き。さらにはWWE本社ビルの側面にも「DX」とペイントをした。その翌週のRAWでビンスが繰り出した刺客のフィンレー、ウィリアム・リーガル、ケン・ケネディを破った後、ECW世界ヘビー級王者のビッグ・ショーに襲撃され流血。9月17日に開催されるUnforgiven 2006でマクマホン親子＆ビッグ・ショーと史上初のハンディキャップ形式ヘル・イン・ア・セルを行い、激闘を繰り広げた末に「ビンスのケツにキスする会」を行っているビンスを、失神しているビッグ・ショーのケツに顔面から突っ込ませる屈辱を味わわせて最後はスレッジハンマーで殴打して勝利し、この抗争に終止符を打った。しかし、2007年1月7日のNew Year's Revolution 2007のレイテッドRKOとの世界タッグチーム王座戦の試合中にトリプルHが重傷を負い長期離脱に追いこまれたため、第三次DXの今後は限りなく不透明な状態になってしまったが、11月5日のRAWで一夜限りという扱いで復活した。
試合はランディ・オートン＆ウマガ相手に勝利を収めた。
以後、不定期ながらも大舞台を中心に時折結成する存在となっており、2008年10月の日本武道館公演でもファンを大いに沸かせた。また、普段はシングルプレイヤーとして真面目でシリアスなキャラのギミックを演じているマイケルズが、DXとしてパフォーマンスを行うと、途端におバカキャラにギミックチェンジして爆笑を誘うため、そのギャップもファンから楽しまれている。

### 第四次D-Generation X
2009年、療養のために欠場していたマイケルズの復帰と共に再結成され、レガシーと抗争。PPVヘル・イン・ア・セルでレガシーを下し、決着をつけた。その後WWE・TLCでクリス・ジェリコ&ビッグ・ショー組を破り統一タッグ王座を獲得。ちなみに、DXがタッグ王座を獲得するのは、初めてのことである。翌日のRAWでクリス・ジェリコの要求により再戦が行われたが、試合開始直後にDXがレフェリーを小突き、激怒したレフェリーの反則裁定により試合はジェリコ&ショー組が勝利したが反則のため王座が移動せず、ジェリコ&ショーの再戦権を潰した。統一タッグ王座を失ったことでRAWに出られなくなったスマックダウン所属のジェリコをDXの呼びかけに応じて現れた、DXアーミーのコスチュームに身を包んだスター達の手を借りて退場させた。12月にはホーンスワグルが正式メンバーではないものの、DXのマスコットキャラクターとして採用された。年末にスラミー賞の「年間最優秀試合」にWrestleManiaでのジ・アンダーテイカー vs ショーン・マイケルズが選ばれたことによって、ショーン・マイケルズのジ・アンダーテイカーへの再戦の気持ちが高まった。ショーン・マイケルズは、Royal Rumble 2010での優勝を狙うなどして、ジ・アンダーテイカーへの挑戦権を得ようとしたが、うまくいかなかった。この期間に統一タッグ王座もショー・ミズ（ビッグ・ショー&ザ・ミズ）に奪われてしまう。その後、紆余曲折ありレッスルマニア#第26回大会（2010年）Wrestle Mania XXVI "Get All Fired Up"でのジ・アンダーテイカー vs ショーン・マイケルズの再戦が決まり、ショーン・マイケルズは引退を掛けたが敗退した。これによりDXのストーリーも終了した。事実上のメンバーもトリプルHを残すのみとなっており、ショーン・マイケルズが現役復帰するか、新メンバー加入（DXと組むことが多かったジョン・シナが雑誌等のインタビューでDX入りに興味があることを話している）など特別な機会でもない限りDXの結成は今回が最後となる。だが、ホーンスワグルはDX解散（マイケルズ引退）後もしばらくDXの服(衣装)を着て登場していたことがあり、DX復活に期待しているファンへのストーリーラインを残してたと考えられる。
2012年7月23日に行われた「RAW1000」でトリプルH、ショーン・マイケルズが先に登場。その後ロード・ドッグ、ビリー・ガン、Xパックが1998年4月27日のWCWの会場を襲撃した戦闘用ジープに乗って登場。5人が約14年ぶりに集結し往年のマイクパフォーマンスを披露。乱入したダミアン・サンドウにショーン・マイケルズがスウィート・チン・ミュージックから最後はトリプルHがペディグリーと2人の代表する技でファンを魅了した。
2015年3月29日に行われたレッスルマニア31のトリプルHvsスティングの試合（ノーDQ戦）にビリー・ガン、ロード・ドック、Xパックが登場しトリプルHに加勢したが、スティング側もnWoのハルク・ホーガン、ケビン・ナッシュ、スコット・ホールが登場しスティングに加勢、D-X vs nWoという月曜日のテレビ戦争の双方の主役をひとつのリングの上に現出させることとなった。なおショーン・マイケルズは双方が乱戦になった後遅れて登場し、スコーピオン・デス・ロックを極めるスティングにスイート・チン・ミュージックを見舞いトリプルHを救出している
2019年2月、ショーン･マイケルズ、トリプルH、チャイナ、X-パック、ロード･ドッグ、ビリー･ガンのメンバーでWWE殿堂入りが決定。4月6日、ニューヨーク州ブルックリンのバークレイズ・センターにおいて開催された式典には、2016年に死去したチャイナを除く5人が出席した。

## 決め台詞・決めポーズ

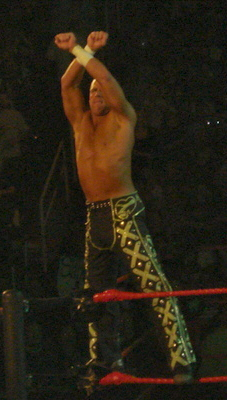
入場時のHBKによるDXポーズ

「Suck it」の台詞と股間を両手でチョップするような形で指示すると同時に腰を振る「DXチョップ」が有名。特にショーン・マイケルズのそれは完璧な腰振りとあいまって完全にそのままの意味であり「セクシーボーイ」の名に恥じないものであった。
また、DXが頭上で両腕をクロスさせて"X"を作る「DXポーズ」もある。しかし、前者の腰を振るDXチョップがDXポーズと呼ばれることも多々あり、名称の違いについては曖昧である。
後に小学生がDXチョップを真似して社会問題化してからは股間を誇示するのではなく、股間の前で"X"を作る形に変化した。X-パックがよくやるのはこちらの形である。DXのメンバーであることを示すもので、この場合は「クソ食らえ」の意味合いが強い。現在の日本語版字幕では「クソ食らえ！」と訳されている。
お約束の決め台詞・決めポーズのパターンとしては、まずDXが頭上で両腕をクロスさせて"X"を作る決めポーズをやりながら入場してきて曲が鳴り響く中、トリプルHとマイケルズがそれぞれ反対側のコーナーのトップロープに上ってDXポーズを決める。そして、リングの中央でDXチョップを3回連続でやった後、一瞬の間を空けてもう一度DXチョップを行う。この時、DXチョップを行うタイミングに合わせて2発の花火が"X"の文字を描くように打ち上がる。
その後、トリプルHがリング中央に立ち、マイクを持ったマイケルズがトリプルHの周りを小走りで何周か走り回った後に、独特の構えでトリプルHに向かってマイクを差し出し、トリプルHも独特の構えでマイクを受け取る。
そしてトリプルHが観客に向かって「Are you ready?（準備はいいか？）」と言って観客が大歓声で応えると、「No, 〇〇, I said ARE YOU READY?（〇〇（会場がある地名の名前が入る）よ、準備はいいかってんだよ！）」と言って、より大きい歓声を呼び起こす（例えば会場がフィラデルフィアにある場合、「フィラデルフィアよ、準備はいいかってんだよ！」と言う）。
続けて「Then, for the thousands in attendance, and the millions watching at home.（いいか、会場にいる数千の観客、家で見ている数百万のファンよ）」と言った後に抗争中の相手の名前を言い、観客と一緒に「Woooooooooooooooooo Let's get ready to suck it〜〜〜〜〜!!」と叫ぶ。
そしてマイケルズがマイクを持って「If you're not down with that, we got two words for yah!（分からねえ奴には、この言葉を送ってやるぜ！）」と叫んだ後に観客に向かってマイクを向けると、観客が大声で「Suck it!!」と応えて締める。以上がDXの入場からのマイクパフォーマンスでのお約束となっている。
この「Then, for the thousands in attendance, and the millions watching at home.」と「Let's get ready to suck it!!」の部分は世界ナンバーワンのリングアナウンサーと呼ばれるマイケル・バッファーのキャッチフレーズのパロディである。
第2期にベビーターンしてからは「woooooooooooooooooo Let's get ready to」と引っ張って観客を煽ってから「Suck it〜〜〜〜〜!!」としている。

## 入場曲
- Break It Down (The DX Band)

一期、二期、三期（2006年）と微妙にリミックスされたものを使用している。
入場時にはイメージビデオと入場シーンが交互にフラッシュする特殊な演出がなされる。
- The Kings (Run-D.M.C.)